# D.o.A: The Third and Final Report
Albums de Throbbing Gristle
The Second Annual Report
(1977) 20 Jazz Funk Greats
(1979)
D.o.A: The Third and Final Report est le deuxième album publié par le groupe de musique industrielle Throbbing Gristle sorti le 4 décembre 1978. L'album fait partie des 1001 Albums You Must Hear Before You Die.

## Parution et réception
L'album provoque aussitôt la controverse avec sa photographie provocatrice montrant une fillette en petite culotte, qui était incluse avec les 1000 premiers exemplaires,.

### Réception critique
À la sortie de ce deuxième album, les critiques contemporaines, dans Sounds, Melody Maker (sous la plume de Jon Savage) et Record Mirror sont largement positives, tandis que le NME trouve l'album peu original.
Dans sa critique pour Pichfork, Drew Daniel accorde à l'album la note de 9.5, et le décrit comme «un chef-d'œuvre nauséabond». 

## Composition
L'album s'ouvre avec le morceau I.B.M. sur des sonorités stridentes ressemblant à du code morse. Il s'agit du contenu d'une bande magnétique informatique trouvée dans une poubelle devant un bureau d'IBM. Selon P-Orridge, cette introduction inaudible qui s'étend sur plus de 2 minutes s'apparenterait à un test, ne permettant qu'aux auditeurs les plus chevronnés de poursuivre l'écoute de l'album.
Les morceaux Hit by a Rock et Blood on the Floor ont été enregistrés lors d'un concert à Highbury Roundhouse à Londres, en septembre 1977. 
Le single United, le plus grand succès commercial du groupe qui a figuré dans les charts indépendants anglais, est repris sur cet album. Toutefois, il est accéléré à une vitesse qui le rend méconnaissable, et ne dure que 16 secondes. 
L'un des plus célèbres morceaux de TG, Hamburger Lady, fait ici sa première apparition. Ce morceau est inspiré par une lettre décrivant une grande brûlée, écrite par Blaster Al Ackerman (en) à P-Orridge,,. Ce morceau a été décrit comme «la chanson la plus terrifiante de tous les temps»,.  
Le morceau Death Threats contient des messages anonymes reçus sur le répondeur téléphonique du groupe, les menaçant de mort,.
Chacun des quatre membres du groupe contribue un morceau solo à ce disque. Le morceau solo de Chris Carter, AB/7A, est une envolée d'arpèges de synthétiseur (et témoigne de l'admiration secrète de Carter pour ABBA). Ce morceau annonce la direction plus structurée et mélodique que TG prendra avec l'album suivant, 20 Jazz Funk Greats.

### Titres
Tous les titres sont du groupe (sauf mention) : 
| 1. | I.B.M.                        |                              | 2:35 |
| 2. | Hit by a Rock                 |                              | 2:32 |
| 3. | United                        |                              | 0:16 |
| 4. | Valley of the Shadow of Death | Peter Christopherson         | 4:01 |
| 5. | Dead on Arrival               |                              | 6:08 |
| 6. | Weeping                       | Genesis P-Orridge, Ewa Zajac | 5:31 |

| 7.  | Hamburger Lady     |                   | 4:15 |
| 8.  | Hometime           | Cosey Fanni Tutti | 3:46 |
| 9.  | AB7/A              | Chris Carter      | 4:31 |
| 10. | E-Coli             |                   | 4:16 |
| 11. | Death Threats      |                   | 4:02 |
| 12. | Walls of Sound     |                   | 2:48 |
| 13. | Blood on the Floor |                   | 1:07 |

### Musiciens
- Genesis P-Orridge : voix, basse, violon, effets
- Cosey Fanni Tutti : guitare électrique, effets
- Chris Carter : synthétiseur, électronique
- Peter Christopherson : enregistrement, électronique

## Sources
: document utilisé comme source pour la rédaction de cet article.
- (en) Drew Daniel, 20 Jazz Funk Greats, Bloomsbury Academic, coll. « 33 1/3 », 2007, 144 p. (ISBN 9780826427939).
- Éric Duboys, Industrial Music for Industrial People, Camion Blanc, 2007, 557 p. (ISBN 978-2-910196-49-3)
- (en) Simon Ford, Wreckers of Civilisation : The Story of COUM Transmissions and Throbbing Gristle, Black Dog Publishing, 1999, 300 p. (ISBN 978-1901033601).
- (en) Alexander Reed, Assimilate : A Critical History of Industrial Music, Oxford University Press, 2013
- (en) Simon Reynolds, Rip It Up and Start Again : Postpunk 1978-1984, Faber & Faber, 2005
- (en) Cosey Fanni Tutti, Art Sex Music, Faber & Faber, 2017, 502 p. (ISBN 978-0-571-32852-9).